# Ядерная война

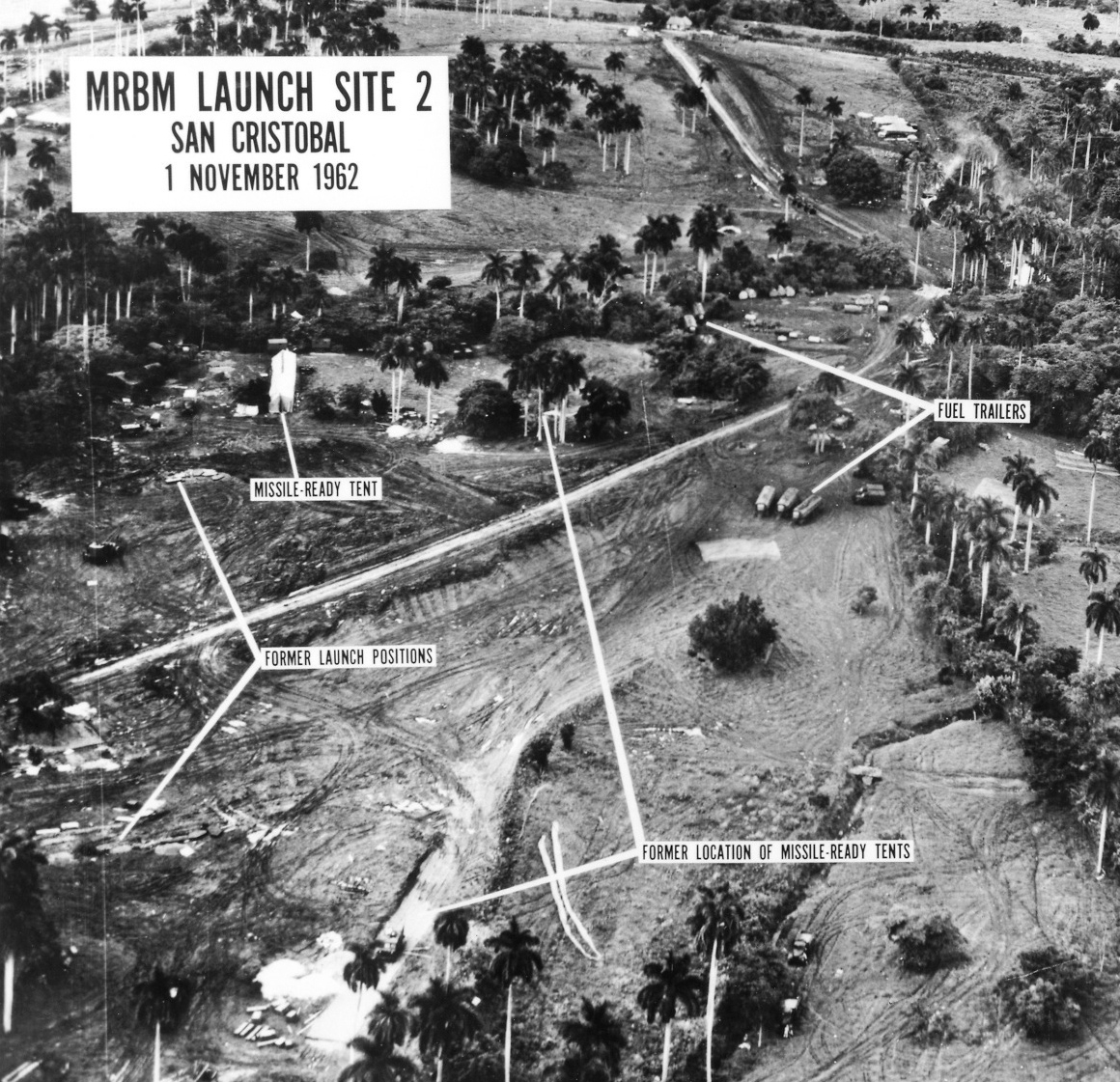
Советские ракеты на Кубе в ходе Карибского кризиса

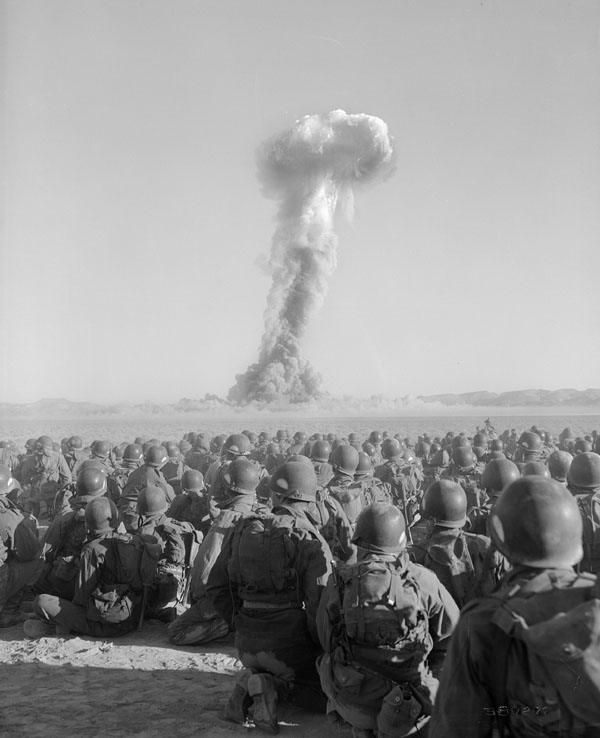
Войска США наблюдают за ядерным взрывом во время учений Desert Rock I — 1 ноября 1951 года

Я́дерная война́ — потенциальный военный конфликт между государствами, владеющими ядерным оружием, с использованием ядерного и/или термоядерного оружия.
В такой войне главным оружием массового поражения является ядерное или термоядерное оружие. Во второй половине XX века считалась одним из наиболее вероятных вариантов развития холодной войны между США и СССР, гипотетическим вариантом Третьей мировой войны.

## Список стран, имеющих ядерное оружие
Список действующих операторов:
- Россия
- США
- Китай
- Франция
- Великобритания
- Индия
- Пакистан
- Израиль
- КНДР

Страны, отказавшиеся от ядерного оружия:
- ЮАР
- Беларусь[1]
- Украина
- Казахстан
- Бразилия
- Аргентина
- Ливия
- Республика Корея

## Оснащение государств ядерным оружием

Количество ядерных боеголовок у США и СССР/России (включая тактическое ядерное оружие)

С 1945 по 1962 год США проводят атмосферные ядерные испытания. В 1945 году США применили ядерное оружие в ходе Второй мировой войны, сбросив две ядерные бомбы на японские города Хиросиму и Нагасаки.
В течение нескольких лет после Второй мировой войны США создавали стратегические силы, основанные на использовании бомбардировщиков B-36 Peacemaker, способных наносить удары по любому потенциальному противнику с авиабаз на американской территории. Возможность ядерного удара по территории самих США рассматривалась как чисто гипотетическая, поскольку никакое другое государство мира не обладало в то время ядерным оружием. Главное опасение американских стратегов заключалось в возможности попадания ядерного оружия в руки «сумасшедшего генерала», который мог бы решиться на нанесение удара по Советскому Союзу без надлежащего приказа (этот сюжет использовался во многих фильмах и шпионских романах). Чтобы успокоить страхи общественности, ядерное оружие США было передано под контроль самостоятельного ведомства — Комиссии по атомной энергии США. Предполагалось, что в случае войны бомбардировщики Стратегического авиационного командования США будут переведены на базы Комиссии по атомной энергии, где на них будут погружены авиабомбы. Весь процесс должен был занять несколько дней. В течение нескольких лет среди многих представителей военных кругов США царила уверенность в непобедимости США. Существовало общее мнение, что угроза нанесения Соединёнными Штатами ядерного удара должна остановить любого потенциального агрессора. Одновременно обсуждалась возможность помещения арсенала Комиссии по атомной энергии США под международный контроль или ограничения его размеров.
Тем временем усилия СССР, в частности советской разведки, были направлены на то, чтобы ликвидировать монополию США на обладание ядерным оружием. 29 августа 1949 года в Советском Союзе были проведены первые испытания ядерной бомбы на Семипалатинском ядерном полигоне. Американские учёные из Манхэттенского проекта и раньше предостерегали, что со временем Союз ССР обязательно создаст свой собственный ядерный потенциал — тем не менее, этот ядерный взрыв оказал ошеломляющее воздействие на военно-стратегическое планирование в США — главным образом, поскольку военные стратеги США не ожидали, что им придётся лишиться своей монополии так скоро. В то время ещё не было известно об успехах советской разведки, сумевшей проникнуть в Лос-Аламос.
В последующие годы распространение ядерного оружия по планете продолжилось. В 1952 году свою бомбу испытала Великобритания, в 1960 году — Франция. Западноевропейские ядерные арсеналы, однако, всегда были несущественными по сравнению с запасами ядерного оружия у сверхдержав, и именно ядерное оружие США и СССР представляло наибольшую проблему для мира в течение всей второй половины XX века.
КНР обладающая с 1964 года ядерным оружием ведёт независимую политику, включая множество неурегулированных территориальных споров, из ядерных держав происходили столкновения с Индией. К ядерному клубу присоединились Индия (1974) и Пакистан (1998), у данных стран есть неурегулированный территориальный конфликт. КНДР испытала ядерное оружие в 2006 году. КНДР свойственна независимая и крайне агрессивная, милитаристская внешняя политика.

## Доктрины ядерной войны
Доктрина ядерной войны была принята в США сразу после Второй мировой войны, впоследствии найдя отражение во всех официальных стратегических концепциях США и НАТО. Военная доктрина СССР также предусматривала решающую роль ракетно-ядерного оружия в войне (сегодня Российская Федерация также имеет ядерное оружие).

### Всеобщая ядерная война (США)
Планы нанесения атомных ударов по СССР на случай войны с ним разрабатывались в США с 1945 года (план «Тоталити»). По мере накопления запаса ядерных бомб у США, американские (США) планы ядерной войны с СССР заменялись всё более новыми, и каждый новый план предусматривал применение против СССР бо́льшего количества атомных бомб, чем предыдущий.
После создания в 1952—1953 годах термоядерного оружия у сверхдержав стала появляться возможность гарантированно уничтожить стратегический потенциал противника.
В докладе Совета национальной безопасности США от 8 августа 1953 года констатировалось, что ядерная составляющая вооруженных сил США обходится бюджету дешевле, чем содержание обычных вооруженных сил, применение которых способно обеспечить эффект, сравнимый с эффектом от применения ядерного оружия. Из этого следовало, что США не нужно содержать большую армию в Западной Европе, а достаточно увеличивать на территории США количество ядерных боезарядов и средств их доставки.

Государственный секретарь США Джон Даллес 12 января 1954 года заявил:
Локальная защита всегда будет важной.… Но она должна быть подкреплена мощью устрашающего массивного возмездия… Чтобы сдержать агрессию, свободный мир должен быть готов и способен мгновенно нанести ответный удар, мгновенный и средствами, избранными по нашему усмотрению.
Таким образом, заявлялось, что даже локальный конфликт с СССР или его союзниками в любой части света может привести к массированному применению США ядерного оружия.
Рассматривалась возможность лишь всеобщей ядерной войны, для которой характерно неограниченное, массированное и сконцентрированное по времени применение всех видов ядерного оружия как по военным, так и по гражданским целям, в сочетании с другими средствами. Преимущество в такого рода конфликте должна была иметь сторона, которая первая нанесёт массированный ядерный удар по территории противника с целью уничтожения его ядерных сил.
Однако такая атака могла не принести желаемого эффекта, что создавало большую вероятность нанесения ответного удара по крупным городам и промышленным центрам. Кроме того, выделение огромного количества энергии в результате взрывов, а также выбросы сажи и пепла из-за пожаров (так называемая «ядерная зима» или «ядерная ночь»), и радиоактивное заражение имели бы катастрофические последствия для жизни на всей Земле. Прямо или косвенно в такую войну — «третью мировую» — оказались бы вовлечены все или большинство стран мира. Существовала вероятность того, что развязывание такой войны привело бы к гибели человеческой цивилизации, глобальной экологической катастрофе.

#### Оснащение авиации ядерным оружием
Хотя СССР теперь тоже располагал ядерным потенциалом, США опережали как по количеству зарядов, так и по числу бомбардировщиков. При любом конфликте США легко смогли бы нанести бомбовый удар по СССР, тогда как СССР смог бы ответить на этот удар с трудом. В начале 1950-х на вооружение стали поступать бомбардировщики B-47 и B-52.
Переход к широкомасштабному использованию реактивных истребителей-перехватчиков несколько изменил эту ситуацию в пользу СССР, снизив потенциальную эффективность американской бомбардировочной авиации.
В ответ на численное увеличение советской бомбардировочной авиации в 1950-е годы США создали вокруг крупных городов довольно крепкую эшелонированную систему ПВО, предусматривающую использование самолётов-перехватчиков, зенитной артиллерии и ракет «земля-воздух». Но во главе угла всё же стояло строительство огромной армады ядерных бомбардировщиков, которым было предназначено сокрушить оборонительные рубежи СССР — поскольку считалось невозможным обеспечить эффективную и надёжную защиту столь обширной территории.
Такой подход прочно укоренился в стратегических планах США — считалось, что причин для особого беспокойства нет, пока стратегические силы США своей мощью превосходят общий потенциал советских Вооружённых сил. Более того — по мнению американских стратегов, советская экономика, разрушенная в годы войны, вряд ли была способна на создание адекватного контрсилового потенциала.

#### Оснащение ракет ядерным оружием

Первая советская МБР Р-7

В 1949 году Кертис Лемэй, новый командующий Стратегическим авиационным командованием США, подписал программу полного перехода бомбардировочной авиации на реактивную тягу.
СССР испытал в 1957 году межконтинентальную баллистическую ракету Р-7, способную достигать территории США. С 1959 года в Советском Союзе началось серийное производство МБР (в 1958 году свою первую МБР «Атлас» испытали и США). С середины 1950-х годов в США начинают осознавать, что в случае ядерной войны СССР сумеет нанести ответный равноценный удар по американским городам. Поэтому с конца 1950-х годов военные эксперты признают, что победоносная тотальная ядерная война с СССР становится невозможной (идея взаимного гарантированного уничтожения).

### Ограниченная ядерная война
Американские эксперты были встревожены тем, что СССР мог, по их мнению, поставить США перед выбором между тотальной ядерной войной и локальным отступлением, зная, что американские политики в таком случае предпочтут отступить. В 1957 году будущий госсекретарь США Генри Киссинджер предположил, что война с неограниченным использованием ядерного оружия приведёт к одинаково проигрышному результату как для победителей, так и для побеждённых. Выходом, по его мнению, могло быть ограниченное использование ядерного оружия для поражения выборочных целей. Так, в противовес стратегии массированного возмездия, в 1960-е годы в США появилась концепция гибкого реагирования, предусматривающая дозированное применение силы в ответ на агрессию.
Позднее, в 1970-х годах, ограниченная ядерная война стала рассматриваться как вооружённая борьба с применением различных видов оружия, включая тактическое и оперативно-тактическое ядерное оружие, использование которого ограничивается по масштабам, районам применения и видам ядерных средств. Ядерное оружие в этом случае применяется для поражения важнейших военных и военно-экономических объектов противника.
Теоретики ограниченной ядерной войны исходят из того, что в случае возникновения подобного конфликта список целей можно ограничить пусковыми установками и аэродромами противника, а также его военно-промышленной и транспортной инфраструктурой (нефтяные предприятия, системы связи, железнодорожные узлы и т. п.). Другие объекты (города, угольные производства, электростанции) должны оставаться «в заложниках» для того, чтобы обеспечить подписание выгодного атакующей стороне мира. Поэтому ключевым элементом концепции ограниченной ядерной войны выступают разработанные в США в начале 1960-х годов понятия «эскалационный контроль» и «эскалационное доминирование». Первое предполагает, что один из противников сумеет навязать противоположной стороне сценарий, при котором конфликт ограничится использованием тактического ядерного оружия. Второе — что один из противников будет сохранять превосходство над оппонентом на всех стадиях ограниченного ядерного конфликта. Согласно теоретикам ограниченной ядерной войны, необходимым условием эскалационного доминирования служит превосходство в стратегическом ядерном оружии, прежде всего — в средствах нанесения контрсилового удара. Однако реализация «эскалационного контроля» и «эскалационного доминирования» упирается в неразрешимую до настоящего времени проблему: как сохранить конфликт на стадии применения тактического ядерного оружия, если противоположная сторона решается пойти на применение стратегического ядерного оружия или других видов оружия массового поражения.
Даже ограниченный ядерный конфликт, однако, несёт в себе опасность радиоактивного заражения обширных территорий и перерастания во всеобщий конфликт с участием нескольких государств, обладающих ядерным оружием. По аналогии с теорией ядерной зимы можно сказать, что ограниченная ядерная война приведёт в случае её возникновения к эффекту «ядерной осени» — долговременным негативным экологическим последствиям в рамках определённого региона.
В 1958 году американский политолог Герман Кан выдвинул концепцию ограниченной ядерной войны. Предполагалось, что для решения определённых задач Вашингтон может пойти на применение небольшого числа тактических ядерных боезарядов. Наиболее вероятным сценарием считалось их использование для отражения советского наступления в Западной Европе. В декабре 1957 года Совет НАТО одобрил размещение американского тактического ядерного оружия в Европе, прежде всего — на территории Британии, Италии, Турции и ФРГ. Администрация Эйзенхауэра рассматривала возможность использования тактического ядерного оружия в локальных кризисах вокруг Кореи (1953), Индокитая (1954) и островов Куэмой и Мацу в Южно-Китайском море (1955 и 1958). 22 декабря 2015 года в США были опубликованы рассекреченные списки целей массированного ядерного удара США по СССР, странам Восточного блока и Китаю 1959 года. Исходя из анализа этого списка очевидно, что имелись планы полного уничтожения вооружённых сил СССР (включая размещённые за пределами страны), оборонного и промышленного потенциала, населения.

### Гибкое реагирование
В начале 1960-х годов администрация Кеннеди выдвинула концепцию «гибкого реагирования» — допустимость использования ядерного оружия. Считалось, что руководство США должно само решать, в какой мере и в каком масштабе оно может использовать ядерное оружие. В Соединённых Штатах появляются и развиваются концепции «эскалационного контроля» и «эскалационного доминирования» как сценарии ведения регионального ядерного конфликта с СССР. Вместе с тем предполагалось, что ядерное оружие отнюдь не является универсальным средством защиты США и их союзников. С этого времени политико-военные доктрины США стали рассматривать ядерное оружие не как средство ведения военных действий, а как средство «сдерживания / устрашения» («deterrence») СССР.
В начале 1960-х годов США начинают разрабатывать для своих ракет разделяющиеся головные части с блоками индивидуального наведения (РГЧ ИН) и создавать мощный флот атомных подводных лодок. В начале 1970-х годов большинство американских носителей ядерного оружия морского и наземного базирования были оснащены РГЧ ИН, что позволило США достичь временного превосходства над СССР в количестве ядерных боезарядов.
C начала 1960-х годов в США рассматривали возможность лишь контрсиловых ядерных ударов — поражения стратегических сил и других военных объектов СССР, избегая разрушения городов (во всяком случае, на первых этапах войны). Но все эти планы разбивались о вероятность массированного ядерного ответа другой стороны.
Быстрый рост ракетного потенциала СССР во второй половине 1960-х годов сделал доктрину контрсилового удара нереалистичной. В 1970-х годах Советский Союз сумел создать собственные РГЧ ИН и оснастить ими боевые блоки межконтинентальных баллистических ракет. СССР построил систему предупреждения о ракетном нападении — сеть радиолокационных станций и спутникового наблюдения за ракетными пусками США и их союзников. За основу своей стратегии СССР взял доктрину ответно-встречного удара — массированный запуск носителей ядерного оружия после получения и подтверждения сигнала о начале ракетного нападения.
В 1960-х годах и США, и СССР связывали доктрины ограниченной ядерной войны с развитием систем противоракетной обороны (ПРО). Больших успехов достиг в этой сфере Советский Союз: в 1962—1967 годах была создана система противоракетной обороны Москвы ПРО А-35, в 1971—1989 годах разрабатывалась система ПРО А-135, до сих пор находящаяся на вооружении. США в 1963—1969 годах разрабатывали системы ПРО Sentinel и Safeguard для защиты ракетной базы Гранд-Форкс (штат Северная Дакота), которые так и не были введены в строй. Постепенно обе стороны стали осознавать дестабилизирующую роль противоракетной обороны. В 1972 году президент Ричард Никсон и генеральный секретарь ЦК КПСС Леонид Брежнев заключили Договор по противоракетной обороне, а в 1974 году — дополнительное соглашение. Согласно этим документам, стороны могли иметь только 100—150 стационарных противоракет наземного базирования вокруг одного заранее оговорённого района.
С начала 1970-х годов США делают ставку на сдерживание СССР посредством реалистической концепции ограниченной ядерной войны, под которой в те годы понималась оборона Западной Европы с помощью тактического ядерного оружия от возможного вторжения войск Варшавского договора. Толчком к развитию подобных теорий стало введение войск Варшавского договора в Чехословакию в 1968 году. Американские аналитики полагали, что превосходство США в средствах доставки с РГЧ ИН позволит в случае военного конфликта «сдержать» СССР от применения стратегического ядерного оружия, в то время как страны НАТО смогут с помощью тактического ядерного оружия отразить наступление войск Варшавского договора.
Началось перенацеливание американских ядерных сил с гражданских объектов СССР на военные. Считалось, что СССР в ответ также откажется от ядерных ударов по американским городам, ограничившись лишь «контрсиловыми» ударами. Предусматривался комплекс мер, направленных на предотвращение превращения крупномасштабной обычной войны в ядерную и ограниченной ядерной войны с применением только тактического ядерного оружия в неограниченную.
В конце 1960-х годов роль ядерного оружия стала пересматриваться и в рамках советской военной доктрины. В рамках советской стратегии ядерное оружие рассматривалось как инструмент ведения военных действий, а не как средство сдерживания. В начале 1960-х годов советские маршалы (например, Василий Данилович Соколовский) полагали, что в будущей войне термоядерное оружие будет использоваться так же, как и обычные вооружения. Быстрый рост ракетных потенциалов США и СССР убедил советское руководство в нереалистичности этой доктрины. Поэтому в СССР начинает проводиться различие между понятиями «ядерная война» и «война с применением ядерного оружия». Формально советское руководство отвергало концепцию «ограниченной ядерной войны». Советские военные теоретики (Виктор Куликов, Андрей Гречко, Дмитрий Устинов) выделяли пять типов возможных конфликтов:
- скоростную полномасштабную ядерную войну;
- продолжительную ядерную войну с использованием всех типов вооружённых сил;
- большую войну с применением ограниченного количества ядерного оружия;
- большую войну с применением обычного оружия;
- локальную войну с применением обычного оружия.

При этом среди потенциальных противников в возможной ядерной войне советские эксперты называли не только США и другие страны НАТО, но также и КНР.
В отличие от США, которые не исключали применение ядерного оружия первыми в ответ на советскую агрессию без применения ядерного оружия, СССР заявлял, что отказывается от использования ядерного оружия первым. Об этом впервые заявил в 1977 году Леонид Брежнев, а формально это обязательство СССР было закреплено в 1982 году.
Фактически же СССР постоянно совершенствовал контрсиловой потенциал своих ядерных сил, создавая в том числе мобильные МБР железнодорожного базирования и на автотягачах.
В начале 1970-х годов советский генеральный штаб исходил из предположения, что в случае войны в Европе фаза военного конфликта между НАТО и Варшавским блоком с применением обычных средств поражения продлится лишь 5—6 дней и силы НАТО обязательно применят ядерное оружие для того, чтобы не пропустить советские войска к западу от Рейна. Но к 1979 году советский генеральный штаб уже предполагал, что обычная фаза стратегической операции распространится и на советское продвижение во Францию. А к 1980—1981 годам советский генеральный штаб уже был убеждён, что война в Европе, если она произойдёт, будет вообще неядерной.
Генерал-полковник, бывший заместитель начальника Генерального штаба Вооружённых сил СССР, А. А. Данилевич говорил в интервью:

Первоначально предполагалось, что война с самого начала и до конца будет вестись с использованием ядерного оружия. С начала 70-х годов стала допускаться возможность её кратковременного ведения обычными средствами с последующим неизбежным переходом к применению ядерных. При этом, в отличие, от американцев, ограниченное применение ядерных средств исключалось: считалось, что в ответ на любое использование ядерного оружия одиночными зарядами, будет использован весь ядерный потенциал СССР. Так что США в тактическом оружии превосходили СССР. В начале же 80-х годов была признана возможность ведения операций не только ограниченного масштаба, но и стратегических, а затем и всей войны с использованием только обычных видов оружия. К этому выводу привела логика движения к катастрофе, которая ожидала бы обе стороны при неограниченном применении ядерного оружия.

Считалось, что в случае начала войны превосходство стран Варшавского договора в обычных вооружённых силах позволит предпринять форсированное наступление на территории ФРГ, Бельгии, Нидерландов и Люксембурга, в ходе которого ядерное оружие не будет применяться — наподобие того, как это было с химическим оружием в период Второй мировой войны. (Теоретически такое наступление облегчалось тем, что в 1966 году Франция вышла из военной организации НАТО). В такой войне могло применяться и небольшое количество тактических ядерных боезарядов. В художественной форме такой конфликт описан в романе Тома Клэнси «Красный шторм» (1986).
C другой стороны, бывший преподаватель Академии Генерального штаба Вооружённых Сил СССР генерал-майор В. В. Ларионов говорил в интервью:

Ядерное оружие — это оружие бедных. И мы вынуждены были перейти на обычные, не ядерные виды вооружения, хотя нам этого не хотелось, их производство требовало дополнительных затрат. Мы очень неохотно отказывались от наших концепций массированного ядерного удара. Именно из-за нашей бедности. Конечно, это не говорилось, открыто, но при расчетах это учитывалось.

В середине 1970-х годов как в СССР, так и в США, становилась популярной идея, что задачи, которые ранее требовали применения ядерного оружия, теперь можно решить с помощью неядерного высокоточного оружия. В частности, её придерживался начальник Генерального штаба Вооруженных сил СССР маршал Николай Огарков.

### Реалистическое устрашение
Реалистическое устрашение — стратегическая военная концепция США и НАТО, принятая в начале 1970-х годов в развитие стратегии «гибкого реагирования» в условиях сложившегося паритета сил в ядерных вооружениях с СССР. Основывается на качественном превосходстве в силах, партнёрстве (увеличении числа союзников) и переговорах.
Предусматривает военное сдерживание противника путём угрозы применения ядерного и других высокоэффективных видов оружия, в том числе разведывательно-ударных систем, постепенное наращивание масштабов и интенсивности военных действий, ведение различных видов войн и конфликтов в зависимости от конкретно складывающейся обстановки .

В середине 1970-х гг. сначала в США, а затем в СССР были созданы системы лазерного, инфракрасного и телевизионного наведения ракет, что позволило значительно (по некоторым оценкам — до 30 метров) повысить их точность. Это возродило представления о возможности победы в «ограниченной ядерной войне» на базе выигрыша в подлётном времени. Одновременно для межконтинентальных баллистических ракет были разработаны разделяющиеся головные части индивидуального наведения, что повышало опасность контрсилового удара по ядерным силам противника.
17 августа 1973 года министр обороны США Джеймс Шлезингер выдвинул доктрину «ослепляющего» или «обезглавливающего» удара: поражение командных пунктов и узлов связи противника с помощью ракет средней и меньшей дальности, крылатых ракет, обладающих лазерными, телевизионными и инфракрасными системами наведения на цели. Такой подход предполагал выигрыш в «подлётном времени» — поражение командных пунктов до того момента, как противник успеет принять решение об ответно-встречном ударе. Упор в средствах сдерживания смещался со стратегической триады на средства средней и меньшей дальности. В 1974 году этот подход был закреплён в ключевых документах по ядерной стратегии США. На этой основе США и другие страны НАТО начали модификацию средств передового базирования (Forward Base Systems) — американское тактическое ядерное оружие, размещённое на территории Западной Европы или у её побережья. Одновременно США начали создание нового поколения крылатых ракет, способных максимально точно поражать заданные цели.
Эти шаги вызвали опасения в СССР, поскольку средства передового базирования США, а также «независимые» ядерные потенциалы Британии и Франции имели возможность поражать цели в европейской части Советского Союза. В августе 1974 года КБ «Южное» начало разработку системы «Периметр», призванной нейтрализовать эффект «обезглавливающего удара». В 1976 году министром обороны СССР стал Дмитрий Устинов, который склонялся к жёсткому ответу на действия США. Устинов выступал не столько за наращивание сухопутной группировки обычных вооружённых сил, сколько за совершенствование технического парка Советской Армии. Советский Союз начал модификацию средств доставки ядерного оружия средней и меньшей дальности на европейском театре военных действий.
Под предлогом модификации устаревших комплексов РСД-4 и РСД-5 (SS-4 и SS-5) СССР приступил к развёртыванию на западных границах ракет средней дальности РСД-10 «Пионер» (SS-20). В декабре 1976 г. ракетные системы были развёрнуты, а в феврале 1977 г. — поставлены на боевое дежурство в европейской части СССР. Всего было развёрнуто около 300 ракет подобного класса, каждая из которых была оснащена тремя боевыми разделяющимися головными частями индивидуального наведения. Это позволяло СССР в считанные минуты уничтожить военную инфраструктуру НАТО в Западной Европе — центры управления, командные пункты и, особенно, порты, что в случае войны делало невозможным высадку американских войск в Западной Европе. Одновременно СССР модифицировал размещённые в Центральной Европе силы общего назначения — в частности, модифицировал тяжёлый бомбардировщик Ту-22М до стратегического уровня.
Действия СССР вызвали негативную реакцию стран НАТО. 12 декабря 1979 г. было принято двойное решение НАТО — развёртывание американских ракет средней и меньшей дальности на территории стран Западной Европы и одновременно начало переговоров с СССР по проблеме евроракет. Однако переговоры зашли в тупик. В 1983 США разместили на территории ФРГ, Великобритании, Дании, Бельгии и Италии баллистические ракеты средней дальности «Першинг-2» в 5-7 минутах подлёта до целей на европейской территории СССР и крылатые ракеты различного базирования. Параллельно в 1981 г. в США началось производство нейтронного оружия — артиллерийских снарядов и боеголовок ракеты меньшей дальности «Ланс». Аналитики предполагали, что это оружие может быть использовано для отражения наступления войск Варшавского договора в Центральной Европе.
В ответ в ноябре 1983 года СССР вышел из проходивших в Женеве переговоров по евроракетам. Генеральный секретарь ЦК КПСС Юрий Андропов заявил, что СССР предпримет ряд контрмер: разместит оперативно-тактические ракеты-носители ядерного оружия на территории ГДР и Чехословакии и выдвинет советские атомные подводные лодки ближе к побережью США. В 1983—1986 гг. советские ядерные силы и система предупреждения о ракетном нападении находились в состоянии повышенной боевой готовности.
Согласно имеющимся данным, в 1981 г. советские разведслужбы КГБ и ГРУ начали операцию ракетно-ядерное нападение (операция РЯН) — наблюдение за возможной подготовкой стран НАТО к началу ограниченной ядерной войны в Европе. Тревоги советского руководства вызвали учения НАТО Able Archer 83 — в СССР опасались, что под их прикрытием НАТО готовится к запуску «евроракет» по целям в странах Варшавского договора. Аналогично в 1983—1986 гг. военные аналитики стран НАТО опасались, что СССР нанесёт упреждающий «разоружающий» удар по местам базирования «евроракет». Опасность конфликта сохранялась до 1987 года, когда СССР и США договорились уничтожить ракеты средней и малой дальности (Вашингтонский договор о ликвидации ракет средней и малой дальности).

### Стратегическая оборонная инициатива
В 1983 году администрация Рейгана начала программу стратегической оборонной инициативы (СОИ) — полномасштабной космической ПРО. Предполагалось, что система космических перехватчиков и лазерных станций сможет перехватить ослабленный удар советских МБР. В СССР началась разработка асимметричных контрмер, особую роль среди которых играло увеличение количества РГЧ ИН (боеголовок). Однако в 1985 году комиссия под руководством американского генерала Спенсера Абрахамсона пришла к выводу о неэффективности СОИ. (Одной из причин была названа невозможность энергетического обеспечения большого количества постоянно пилотируемых космических объектов.) В 1986 году США фактически свернули работы над СОИ.
Дискуссии вокруг СОИ в контексте полемики по «евроракетам» способствовали росту страха перед началом ядерной войны. Опасность начала ограниченного ядерного конфликта резко снизилась после того, как в СССР началась «перестройка».

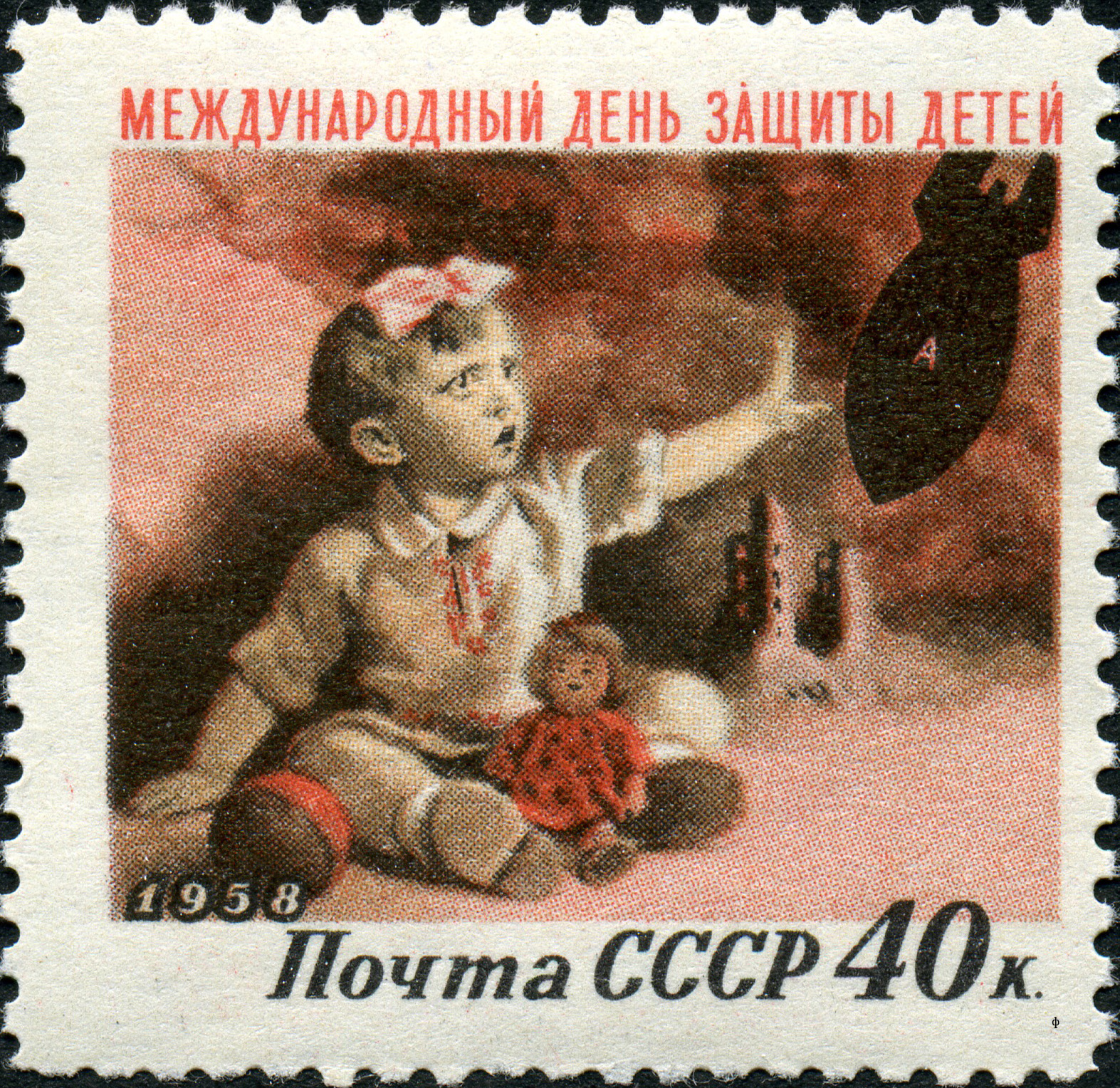
Почтовая марка СССР, 1958 года. «Нет! атомной войне»

## Доктрины сдерживания ядерной войны

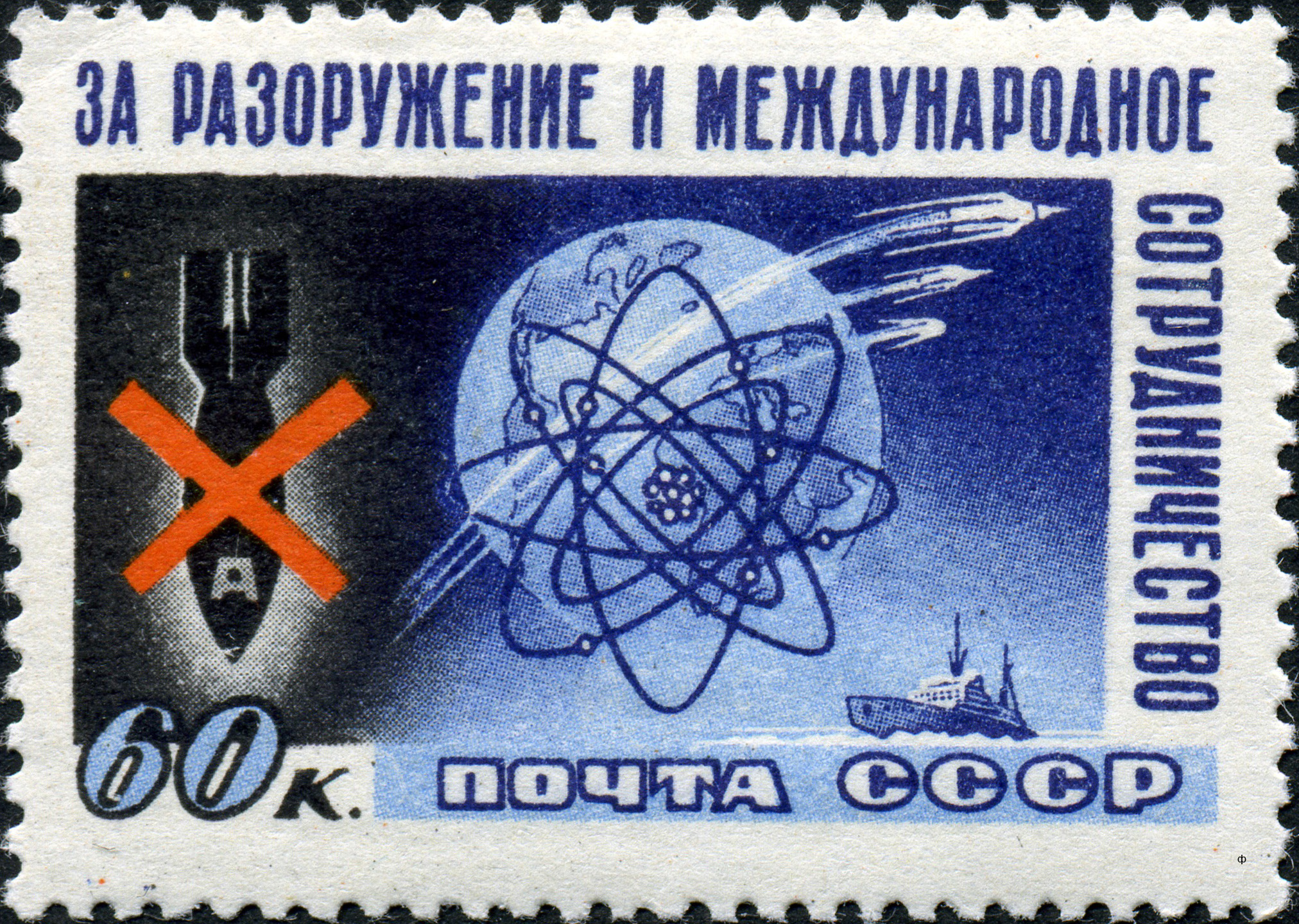
Почтовая марка СССР, 1958 год. Условное изображение атома. Перечеркнутое изображение атомной бомбы. Стокгольмский конгресс «За разоружение и международное сотрудничество»

Первая военно-силовая ударная акция для недопущения появления ядерного оружия была предпринята Израилем против ядерного потенциала Ирака ещё в 1981 году.
Американская концепция «контрраспространения» ядерного оружия появилась после окончания «холодной войны». Впервые её озвучил в декабре 1993 г. министр обороны США Лёсс Эспин. Согласно этой теории, Договор о нераспространении ядерного оружия находится в кризисе и остановить распространение оружия массового уничтожения с помощью дипломатии невозможно. В критических случаях США должны нанести разоружающие удары по ядерным объектам «опасных режимов», в том числе не исключая ограниченного использования ядерных средств. В ноябре 1997 г. в Америке была принята президентская директива № 60, в которой перед вооружёнными силами США ставилась задача быть готовыми нанести удары по объектам производства и хранения ядерного, химического и биологического оружия. В 2002 г. стратегия контрраспространения стала частью «Стратегии национальной безопасности» США. В настоящее время стратегия контрраспространения включает в себя 5 вариантов действия:
1. «выкуп» ядерной программы у потенциально опасного государства;
2. установление контроля над ядерными объектами «проблемных» (с точки зрения США) стран;
3. частичное признание ядерного статуса нарушителя в обмен на соблюдение им некоторых соглашений;
4. силовые угрозы;
5. воздействие на крупнейшие уранодобывающие компании и страны-поставщики уранового сырья.

В любом случае США оставляют за собой право использовать силу, что чревато началом военного конфликта. В рамках стратегии контрраспространения в Америке обсуждается возможность уничтожения ядерных объектов таких стран, как Иран и КНДР. В критических случаях рассматривается возможность взять под контроль ядерный арсенал Пакистана. Обсуждаются планы создания новых видов ядерного оружия — чистого термоядерного оружия или противобункерных боезарядов (малое ядерное оружие, выбрасывающее небольшие радиоактивные осадки). Предполагается, что оно будет использоваться для поражения объектов производства и хранения оружия массового уничтожения.
Первый раз США собирались нанести ракетно-бомбовые удары по ядерным объектам КНДР в 1994 году («первая ядерная тревога» на Корейском полуострове). В начале 1995 г. появились сообщения, что США и Израиль готовы нанести подобные удары по Ирану с целью уничтожить строящуюся атомную электростанцию в Бушере. В 2001 и 2004 гг. американцы вели переговоры с Пакистаном об установлении своего контроля над его ядерными объектами. Зимой-весной 2003 г. США вновь говорили о возможности уничтожить ядерные объекты КНДР («вторая ядерная тревога» на Корейском полуострове). В 2005 году КНДР заявила о наличии в стране ядерного оружия. В 2006 и 2007 гг. в Америке обсуждался план операции «Укус» — ударов по ядерным объектам Ирана. К 2016 году КНДР провела пять ядерных испытаний, а в 2015 году лидер страны Ким Чен Ын заявил о наличии в стране термоядерного оружия. Несмотря на такое развитие ракетно-ядерной программы КНДР, в апреле 2017 года появились сообщения, что США вновь приготовились к удару по территории КНДР для предотвращения нового ядерного испытания, а заместитель представителя КНДР при ООН заявил, что из-за США ядерная война может начаться в любой момент, а новое ядерное испытание КНДР намерена произвести.
С экологической точки зрения поражение ядерных объектов будет мало отличаться от эффекта ограниченной ядерной войны из-за повышенного выброса в атмосферу радиоактивных веществ. Скорее всего, оно приведёт к эффекту ядерной осени.
В 2003 г. в официальных российских документах появились планы «деэскалации агрессии… угрозой нанесения или непосредственно осуществлением ударов различного масштаба с использованием обычных и/или ядерных средств поражения», при этом предполагалась возможность «дозированного боевого применения отдельных компонентов Стратегических сил сдерживания». Специалисты из закрытых институтов Минобороны РФ подчёркивают …ограниченный характер первого ядерного воздействия, которое призвано не ожесточить, а отрезвить агрессора, заставить его прекратить нападение и перейти к переговорам. При отсутствии желательной реакции предусматривается нарастающее массирование использования ядерного оружия как в количественном отношении, так и по энерговыделению. Поэтому… первое ядерное воздействие Российской Федерации может носить ограниченный характер. Реакция противника просчитывается в форме как массированного, так и ограниченного ядерного удара. Более вероятным, на наш взгляд, можно считать второй вариант. В его пользу говорит тот факт, что США являются страной, где родилась концепция ограниченной ядерной войны. В качестве возможных средств таких действий рассматриваются, в частности, новые тяжёлые наземные ракеты шахтного базирования «Сармат», поскольку уязвимость их пусковых установок не позволяет полагаться на них для осуществления ответного удара в случае массированной контрсиловой атаки США. Чаще всего в России подобные избирательные удары предлагаются как ответ на массированную неядерную «воздушно-космическую агрессию» США и других стран НАТО.
США реанимируют концепции ограниченной стратегической ядерной войны в виде «индивидуально подстроенных под обстоятельства (англ. tailored) ядерных опций». Как оружие таких ударов обсуждаются, например, перспективные ядерные авиационные крылатые ракеты большой дальности (LRSO — long-range stand-off missile) и управляемые авиабомбы с вариативной мощностью заряда (В-61-12). Они прорабатываются как реакция на ограниченное «ядерное воздействие» со стороны России или КНР.

## Перечень событий — потенциальных предвестников начала ядерной войны
Создатели первой американской атомной бомбы в 1947 году создали антиядерновоенный проект «Часы Судного дня». Время, оставшееся до полуночи, символизирует напряжённость международной обстановки и прогресс в развитии ядерного вооружения. Сама полночь символизирует момент начала ядерной войны.
Карибский кризис
В октябре 1962 года разразился карибский кризис, который мог привести к ядерной войне. 27 октября 1962 года над Кубой был сбит самолёт U-2, а подлодка «Б-59» с ядерным оружием была окружена американскими кораблями. Командир подлодки Валентин Савицкий приказал атаковать корабли США ядерными торпедами, однако два других офицера, в том числе старший по должности на борту Василий Архипов, проявили выдержку и уговорили дать сигнал: «Прекратите провокацию!». Действия Архипова были признаны спасшими мир.
Ложное срабатывание систем предупреждения
Ошибки срабатывания систем предупреждения о ядерном ударе не менее десятка раз могли привести к началу ядерной войны. В одном случае предотвратить начало ядерной войны пришлось личным решением подполковника С. Е. Петрова в нарушение устава.

## Теоретические последствия ядерной войны
Потенциальный ядерный конфликт с дымовыми выбросами в 50 и 150 Tg (1Tg = 1012 g, или одна мегатонна) может привести к резкому глобальному охлаждению климата, так называемой «ядерной зиме». Потенциальный ядерный конфликт с применением суммарно 100 ядерных ракет может привести к так называемой «ядерной осени».

## В произведениях культуры

### Книги
- «Метро 2033»
- «Метро 2034»
- «Метро 2035»
- Звёзды как пыль (1951) Айзек Азимов
- «Обитаемый остров» (братья Стругацкие)
- «Древний» (Фантастический роман, Сергей Тармашев)
- «Каждому своё» (Фантастический роман, Сергей Тармашев)
- «Дневники Тёрнера» Уильям Пирс

• «Последняя пастораль» (научная фантастика, Алесь Михайлович Адамович)

### Художественные фильмы и сериалы
- «На берегу» (1959, художественный фильм Стэнли Крамера)
- «Доктор Стрейнджлав» (1964, фильм)
- «На следующий день» (1983, телефильм)
- «Нити» (1984, телефильм)
- «Терминатор» (1984, художественный фильм)
- Серия фильмов «Безумный Макс»
- «Письма мёртвого человека» (1986, художественный фильм)
- «Миля чудес» (1988, художественный фильм)
- «На рассвете» (1990, художественный фильм)
- «Сумеречная зона» (сезон 2, эпизод 16: Shelter Skelter)
- «На последнем берегу» (2000, телефильм)
- «Эквилибриум» (2002, фильм)
- Обитаемый остров (фильм, 2008)
- «Железное небо» (2012, художественный фильм)
- «Американская история ужасов: Апокалипсис» (2018, 8 сезон телесериала)

### Анимационные фильмы и сериалы
- Конфликт (мультфильм) (1983)
- Когда дует ветер (мультфильм) (1986)
- «Время приключений» (Мультсериал)
- «Эпоха вечного страдания» (Мультсериал)
- «Атомный лес» (мультсериал, 2012)

### Игры
- DEFCON
- Metro 2033
- Metro: Last Light
- Metro Exodus
- Fallout
- Far Cry: New Dawn
- Crisis in the Kremlin

### Прочее
- «Когда дует ветер» (1982)
- «Песня Сван» (автор Роберт Маккаммон)
- «A Thousand Suns»
- «Тетралогия „Чёрный день“» (А. Доронин)
- 100 (телесериал)
- Песня «540,000° Fahrenheit» с альбома Transgression группы Fear Factory
- Песня «Nuclear Attack» из альбома Attero Dominatus шведской пауэр-металл группы Sabaton
- Песня «Red Skies At Night» с альбома Shuttered Room (1982) британской New Wave группы The Fixx
- Песня «Последний рассвет» с альбома Круиз-1 (1986) советской хеви-метал группы Круиз